# Durham Town

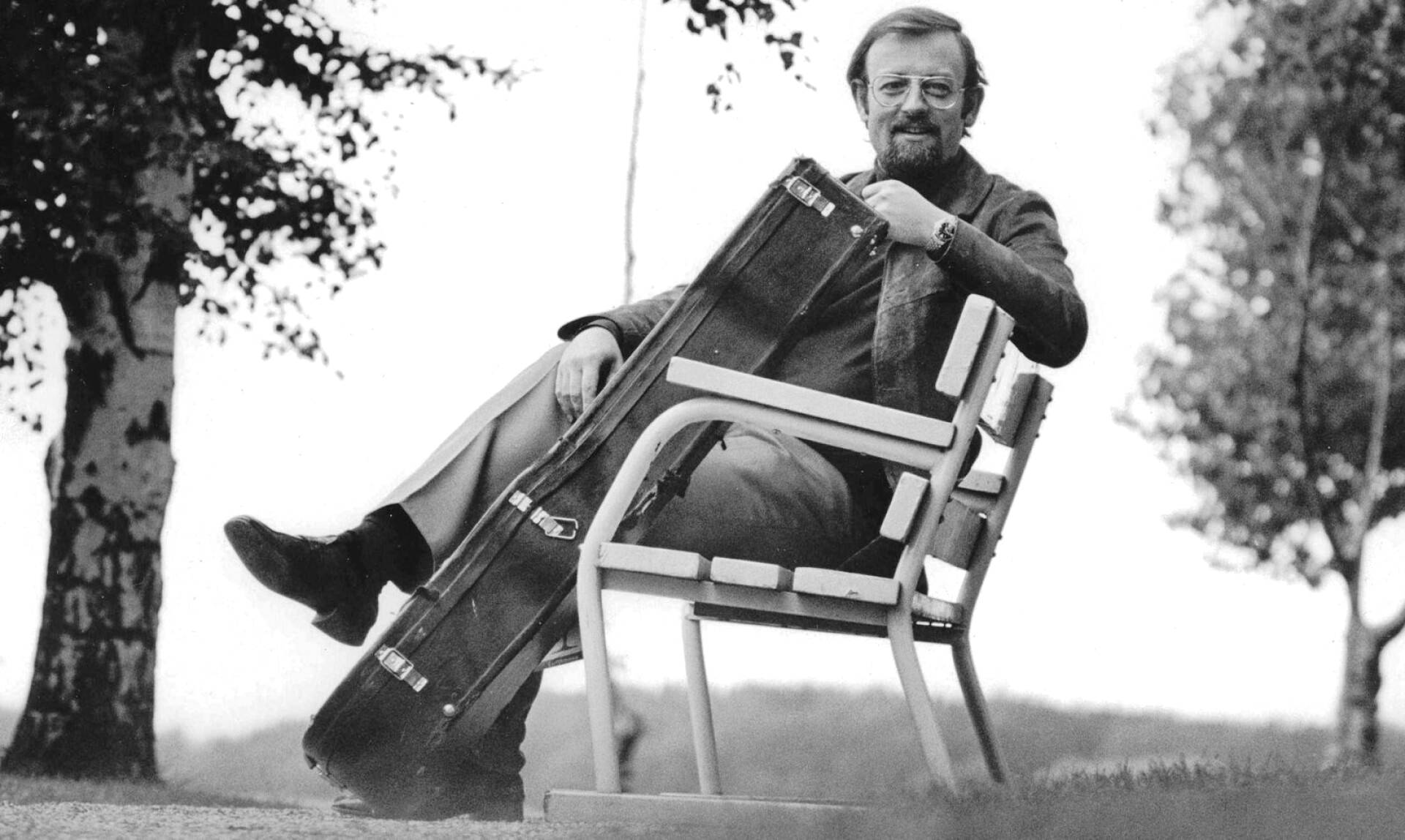
Roger Whittaker 1971

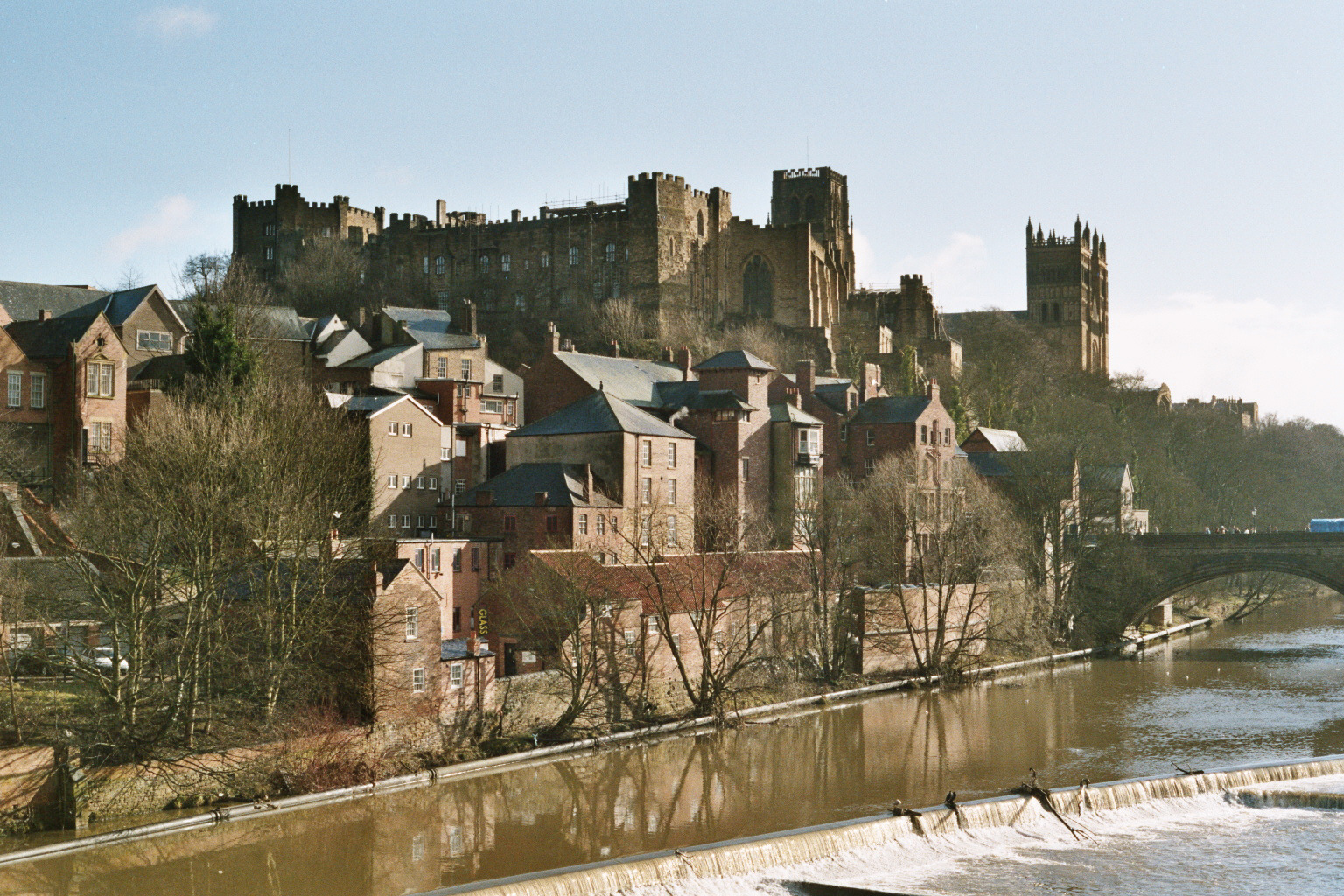
Durham am Fluss Wear

Durham Town (The Leavin’) ist ein Song von Roger Whittaker von 1969. Der Sänger erzählt wehmütig von mehreren Abschieden: Seinem unmittelbar bevorstehenden Aufbruch aus seiner Heimatstadt Durham, den Schiffen, denen er als Kind auf dem dortigen River Tyne nachblickte, von der Einberufung seines Vaters in den Krieg 1944 und vom Tod seiner Mutter. Whittakers ursprüngliche Absicht, den Song in Newcastle spielen zu lassen, war aus klanglichen Gründen zugunsten des nahe gelegenen Durham aufgegeben worden – was insofern zu logischen Unstimmigkeiten führt, als der erwähnte Fluss Tyne gar nicht durch Durham fließt.

## Entstehung und Erfolge
Der Song erschien erstmals unter dem Titel The Leaver Whittakers Album-Veröffentlichung This is … Roger Whittaker, aufgenommen vom Produzenten Denis Preston in Prestons Studio in Lansdowne House. Im Oktober wurde er unter dem heutigen Namen als Single veröffentlicht.
Whittaker nahm kurz darauf eine französische Version von "Durham Town" mit dem Titel "Mon Pays Bleu (Durham Town)" auf, die in Frankreich und Kanada herausgegeben wurde.
In den Britischen Single-Charts erreichte Durham Town 1970 Platz 12, in den irischen Platz 17. Großen Erfolg erzielte der Song in Australien, wo die Single landesweit auf Platz 1 der Charts landete.

## Coverversionen
Englische Coverversionen stammen von Anne and Laura Brand, The Pattersons und Matt Hurter (jeweils 1970), von Val Doonican (1971) und Don Estelle (2006). Daneben gibt es zwei finnische Versionen, nämlich von Robin Jäähyväiset (1970) mit Text von Kaarle Herttua  und Klaus Fleming sowie von Tapsa Heinonen Nyt jätän vanhan turun (1975) mit Text von Sauvo Puhtila.